# Dactylochelifer latreillii
Espèce
Synonymes
- Chelifer latreillii Leach, 1817
- Chelifer degeerii C. L. Koch, 1835
- Chelifer fabricii C. L. Koch, 1835
- Chelifer angustus C. L. Koch, 1837
- Chelifer schaefferi C. L. Koch, 1839
- Chelifer pediculoides Lucas, 1849
- Chelifer brevipalpis Canestrini, 1874
- Chelifer ninnii Canestrini, 1874
- Chelifer rutilans Tömösváry, 1882
- Chelifer cephalonicus Beier, 1929

Dactylochelifer latreillii est une espèce de pseudoscorpions de la famille des Cheliferidae.

## Distribution
Cette espèce se rencontre en Europe, en Afrique du Nord et en Asie centrale. Elle a été observée au Portugal, en Espagne, en France, en Italie, en Allemagne, en Belgique, au Luxembourg, aux Pays-Bas, au Royaume-Uni, en Suède, en Finlande, au Danemark, en Pologne, en Slovaquie, en Tchéquie, en Autriche, en Croatie, en Hongrie, en Roumanie, en Bulgarie, en Serbie, en Albanie, en Grèce, en Ukraine, en Géorgie, en Arménie, en Azerbaïdjan, en Iran, au Kazakhstan, en Tunisie et en Algérie.

## Liste des sous-espèces
Selon Pseudoscorpions of the World (version 3.0) :
- Dactylochelifer latreillii latreillii (Leach, 1817)
- Dactylochelifer latreillii septentrionalis Beier, 1932

## Publications originales
- Leach, 1817 : The zoological miscellany; being descriptions of new or interesting animals. London.
- Beier, 1967 : Zur Kenntnis der Cheliferidae (Pseudoscorpionidea). Zoologischer Anzeiger, vol. 100, p. 53-67.